# Ами Отаки
Ами Отаки (јап. 大滝 麻未; 28. јул 1989) јапанска је фудбалерка.

## Репрезентација
За репрезентацију Јапана дебитовала је 2012. године. За тај тим одиграла је 3 утакмице.

## Статистика
| Јапан  | Јапан | Јапан |
| Год.   | Ута.  | Гол.  |
| ------ | ----- | ----- |
| 2012   | 1     | 0     |
| 2013   | 2     | 0     |
| Укупно | 3     | 0     |